# Choriantha popoviana
Choriantha es un género monotípico de plantas con flores perteneciente a la familia Boraginaceae. Su única especie: Choriantha popoviana, es originaria de Irak.

## Taxonomía
Choriantha popoviana fue descrita por Harald Udo von Riedl  y publicado en Oesterreichische Botanische Zeitschrift 108: 400. 1961.